# Lake San Marcos (Kalifornija)
Lake San Marcos je naseljeno područje za statističke svrhe u američkoj saveznoj državi Kalifornija. Prema popisu stanovništva iz 2010. u njemu je živjelo 4.437 stanovnika.